# Louis Bonnefous
Louis-Marie-François Bonnefous, né le 7 septembre 1859 à Auriac et mort le 13 juin 1942 à Rodez, est un médecin et homme politique français.

## Biographie
Chirurgien et conseiller municipal de Rodez, il est député de l'Aveyron de 1928 à 1936. Il est vice-président de la Commission de l'hygiène.
Il est président de la Société des médecins et de la Fédération des syndicats médicaux de l'Aveyron, ainsi que du Comité de la Croix rouge à Rodez et du comité antituberculeux.
Durant la Première Guerre mondiale, il est directeur de l'hôpital auxiliaire no 11 de la Croix rouge.
Il est le père de Raymond Bonnefous.

## Distinctions
- Chevalier de la Légion d'honneur (1920)

## Sources
- « Louis Bonnefous », dans le Dictionnaire des parlementaires français (1889-1940), sous la direction de Jean Jolly, PUF, 1960 [détail de l’édition]